# Mauro Antonio Miglieruolo
Mauro Antonio Miglieruolo (Grotteria, 10 aprile 1942) è uno scrittore italiano, autore di romanzi e racconti di fantascienza.
Alcune delle sue opere sono state tradotte in Francia, Germania, Russia e Giappone.

## Biografia
Nato a Grotteria (provincia di Reggio Calabria) nel 1942, Mauro Antonio Miglieruolo dal 1952, salvo un breve intervallo trascorso a Belluno per motivi di lavoro, vive a Roma.
Molto attivo nel fandom fantascientifico dei primi anni sessanta, è su Galassia e Oltre il cielo che appaiono le sue prime opere. Nel 1972 acquisisce una certa notorietà con il romanzo Come ladro di notte, ristampato più volte (anche in Urania Collezione n. 77).
Dal 1967 al 1980 milita nella Nuova Sinistra e poi nel sindacato, dal quale si distacca in seguito. Dal 2007, anno in cui viene invitato come ospite d'onore al Premio Italia, è tornato a comparire nelle manifestazioni pubbliche legate alla fantascienza.
I suoi racconti hanno spesso provocato discussioni, vedi in particolare Circe (Robot n. 3) e Oniricon (Nova Special n. 1) che gli varranno la fama di autore innovatore, originale, in grado di tenere il paragone con i migliori d'oltreoceano. Lino Aldani e Ugo Malaguti lo hanno definito lo scrittore “più impegnato della fantascienza italiana, il rivoluzionario […] che nella sua narrativa ha sempre davanti agli occhi l'ideale utopico di un mondo diverso in cui tutti possono essere redenti.” Luigi Petruzzelli sostiene che Miglieruolo è “forse il più anticonformista degli autori di fantascienza italiani” e che la relativa scarsezza della sua produzione “è compensata da uno stile in cui nessuna parola è lasciata al caso.” Per Giuseppe Lippi infine “Miglieruolo vanta una immaginazione di prim'ordine, l'ingrediente base di tutta la fantascienza”.
Suoi articoli e racconti sono apparsi sia sulle collane specializzate, quali Futuro Europa e Nova SF*, sia su quelle non specializzate (Stampa Alternativa – Mille Lire, MC Microcomputer, Praxis, La Lettura Rizzoli, Contropotere, Alternative).
Nel catalogo della Elara (Narratori Europei di Science Fiction) è apparsa l'antologia Assurdo virtuale, vincitrice del Premio Italia 2007. Oltre al romanzo che dà il nome all'opera, il volume contiene una raccolta dei suoi migliori racconti.
Altra antologia degna di nota è quella stampata per le Edizioni della Vigna (2008), intitolata La bottega dell'inquietudine (Collana La Botte Piccola). Essa include la ristampa di Oniricon e due romanzi brevi inediti: Arrivano e Nelle nebbie della realtà. Presso la stessa casa editrice, nel dicembre del 2012, è uscito un secondo libro, il romanzo a episodi Storie alla melanina verde.

## Opere

### Romanzi
- Oniricon, Nova SF* Speciale 1, Libra, Bologna, 1976
- Come ladro di notte, Galassia 159, Casa Editrice La Tribuna 1972; Bigalassia 39, Casa Editrice La Tribuna 1978; Pulp 9, Edizioni Pulp 1984; Urania Collezione n. 77, Mondadori 2009
- Golpe 2000, Futuro Europa 20, Perseo Libri, Bologna, 1997
- L'uccisore di robot, Futuro Europa 46, Perseo Libri, Bologna, 2006
- Assurdo virtuale, collana Narratori Europei di Science Fiction, Elara, 2007
- Arrivano, collana La Botte Piccola 4, Edizioni della Vigna, Arese, 2008
- Nelle nebbia della realtà, collana La Botte Piccola 4, Edizioni della Vigna, Arese, 2008
- Storie alla Melanina Verde, collana La Botte Piccola 15, Edizioni della Vigna, Arese, 2012
- Memorie di Massima Sicurezza, collana Narratori Europei di Science Fiction, Elara, 2017
- I Fiori del Bene, Sci-Fi collection, Tabula Fati, 2017

### Racconti

#### Raccolte di racconti
- Assurdo virtuale, collana Narratori Europei di Science Fiction, Elara, 2007
- La bottega dell'inquietudine, collana La Botte Piccola, Edizioni della Vigna, 2008
- Storie malsane, Millelire, Stampa Alternativa, 1994 (contiene 7 mini racconti)

#### Racconti non antologizzati
- Amazzonia, Futuro Europa 5, Perseo Libri
- Circe, Robot 3, Armenia 1976; raccolta Robot 2, Armenia 1977; Robot 41, Solid 2003
- Come ho salvato la Terra da una Orrenda Invasione, La Botte Piccola 13, Edizioni della Vigna, 2011
- Dittico Burocratico, Galassia 165, Casa Editrice La Tribuna
- Don Giovanni Minimo, Nova SF* 17, seconda serie, Perseo Libri
- Il Giardino dei Rovi, Millelire, Stampa Alternativa
- Incontro Con Lucifero, Futuro Europa 38, Elara
- Infausto ritorno a Volterra, Cocktail 10, Edizioni della Vigna, 2011
- La Fine di Giuda, Narratori Europei di Science Fiction 32, Perseo Libri
- La pazza, Futuro Europa 21; Cofanetti Millelire
- L'Arte del Finale, Narratori Europei di SF; antologia A Lucca mai, Perseo Libri
- L'automazione di Detroit, Nova SF* 33, Libra Editrice
- L' Ubriacono Errante, Futuro Europa 29, Perseo Libri
- L'Ultimo giorno di Guerra, Collana Cose che voi Umani, La Pongo Edizioni, 2017
- Metamorfosi, Futuro Europa 6; MC Microcomputer 144
- Ognuno Uno, Futuro Europa 50, Elara; Urania Collezione 77, Mondadori
- Osservatori, Futuro Europa 4, Perseo Libri
- Otto Marzo, Futuro Europa 25, Perseo Libri
- Papa Godzilla, Futuro Europa 3, Perseo Libri
- Riforestazione, Futuro Europa 7, Perseo Libri
- Signora Morte, Narratori Europei di Science Fiction 32, Perseo Libri
- Sopravvivenza, Futuro Europa 8; Alternative n. 3, 1996
- Storie Malsane, Millelire, Stampa Alternativa
- Tema: Gesù attore, vita morte e miracoli, Narratori Europei di Science Fiction 32, Perseo Libri
- Vacanze a Marragirone, Futuro Europa 49, Elara

#### Opere digitali

##### Romanzi
Come Ladro di Notte, Odissea Digital Fantascienza